# Babaktulung
Babaktulung is een bestuurslaag in het regentschap Rembang van de provincie Midden-Java, Indonesië. Babaktulung telt 3512 inwoners (volkstelling 2010).